# オーガニック (ジョー・コッカーのアルバム)
『オーガニック』（Organic）は、イングランドの歌手ジョー・コッカーが1996年に発表したアルバム。コッカーが過去に取り上げた曲の再録音と、コッカー名義の作品では初出となるカバー曲が混在した内容で、ドン・ウォズがプロデューサーに起用された。

## 反響・評価
本作からの先行シングル「悲しき願い」は全英シングルチャートで53位に達し、本作は全英アルバムチャートで2週トップ100入りして、最高49位を記録した。
オーストリアでは「悲しき願い」がシングル・チャートで22位に達し、本作はアルバム・チャートで16週トップ50入りして、最高4位を記録するヒットとなった。ドイツのアルバム・チャートでは20週連続でトップ100入りし、最高5位を記録した。
William Ruhlmannはオールミュージックにおいて5点満点中2.5点を付け「確かに『オーガニック』は、長年にわたり彼と関係の深かった曲が多数含まれている聴きやすいアルバムだが、思ったほどコッカーというアーティストを再定義するには至らなかった」と評している。

## 収録曲
550ミュージックから発売されたアメリカ盤CD (BK 67880)では「バイ・バイ・ブラックバード」が外され、ケブ・モのカバー「Anybody Seen My Girl」に差し替えられた。
1. イントゥ・ザ・ミスティック - Into the Mystic (Van Morrison) - 3:31
2. バイ・バイ・ブラックバード - Bye Bye Blackbird (Morton Dixon, Ray Henderson) - 3:31
  - アルバム『With a Little Help from My Friends』（1969年）で取り上げた曲の再録音。
3. デルタ・レディ - Delta Lady (Leon Russell) - 3:16
  - アルバム『Joe Cocker!』（1969年）で取り上げた曲の再録音。
4. ハート・フル・オブ・レイン - Heart Full of Rain (Michael Dan Ehmig, Tony Joe White) - 4:48
5. 悲しき願い - Don't Let Me Be Misunderstood (Bennie Benjamin, Gloria Caldwell, Sol Marcus) - 3:52
  - アルバム『With a Little Help from My Friends』で取り上げた曲の再録音。
6. メニー・リヴァーズ・トゥ・クロス - Many Rivers to Cross (Jimmy Cliff) - 4:23
  - アルバム『Sheffield Steel』（1982年）で取り上げた曲の再録音。
7. ロンサム・ブルー - High Lonesome Blue (Joe Cocker, T. J. White) - 4:10
8. セイル・アウェイ - Sail Away (Randy Newman) - 3:00
9. ユー・アンド・アイ - You and I (Stevie Wonder) - 4:35
10. ダーリン・ビー・ホーム・スーン - Darling Be Home Soon (John Sebastian) - 4:11
  - アルバム『Joe Cocker!』で取り上げた曲の再録音。
11. ディグニティ - Dignity (Bob Dylan) - 3:13
12. 黄昏の孤独 - You Can Leave Your Hat On (R. Newman) - 3:46
  - アルバム『Cocker』（1986年）で取り上げた曲の再録音。
13. ユー・アー・ソー・ビューティフル - You Are So Beautiful (Bruce Fisher, Billy Preston) - 2:43
  - アルバム『I Can Stand a Little Rain』（1974年）で取り上げた曲の再録音。
14. キャント・ファインド・マイ・ウェイ・ホーム - Can't Find My Way Home (Steve Winwood) - 3:53
  - アルバム『Night Calls』（1991年）で取り上げた曲の再録音。

## 参加ミュージシャン
- ジョー・コッカー - ボーカル
- ジョニー・リー・シェル - エレクトリック・ギター(on #1, #2, #3, #5, #6, #8, #10, #11, #12)
- トニー・ジョー・ホワイト - エレクトリック・ギター(on #4, #7)、ハーモニカ(on #4, #7)
- ディーン・パークス - アコースティック・ギター(#7を除く全曲)
- グレッグ・リース - ドブロ・ギター(on #1, #3, #5, #6, #11)
- クリス・ステイントン - エレクトリックピアノ(on #1, #10)、ピアノ(on #2, #3, #4, #5, #6, #11, #14)
- ランディ・ニューマン - ピアノ(on #8)
- ビリー・プレストン - ハモンドオルガン(on #1, #2, #3, #4, #5, #8, #9, #11, #12, #14)
- ジェイミー・ムホベラック - シンセサイザー(on #1, #2, #3, #4, #5, #6, #8, #9, #10, #12, #13, #14)、ハモンドオルガン(on #10)
- ジェイムス・ハッチンソン - ベース(on #1, #2, #3, #5, #6, #8, #10, #11, #12, #13)
- ダリル・ジョーンズ - ベース(on #4, #7, #9, #14)
- ケニー・アロノフ（英語版）&ジム・ケルトナー - ドラムス、パーカッション(all songs)
- ジョー・ポーカロ（英語版） - パーカッション(on #12)
- デヴィッド・キャンベル - ストリングス・アレンジ、指揮(on #6, #8, #9, #13)
- シド・ペイジ、ピーター・ケント - ヴァイオリン(on #6, #8, #9, #13)
- エヴァン・ウィルソン、デニス・バフム - ヴィオラ(on #6, #8, #9, #13)
- スージー片山、ルディ・スタイン - チェロ(on #6, #8, #9, #13)
- メリー・クレイトン、ポーティア・グリフィン、マーナ・スミス、マキシン・シャープ - バックグラウンド・ボーカル(on #2, #3, #5, #12)